# Sportpaleis Alau
Het Sportpaleis Alau is een ijsstadion in de Kazachse hoofdstad Astana.
De schaatshal werd ontworpen door de Nederlander Bertus Butter, die eerder al de ijsbaan Kometa ontwierp. Het stadion is zo ontworpen dat het een symmetrische vorm heeft en een capaciteit van 7000 toeschouwers. Ook bevinden zich in het stadion een fitnessruimte en hotelkamers. De ijsbaan ligt dicht bij het vliegveld in een speciale 'sportzone', met vele faciliteiten in de buurt, waaronder een voetbalstadion en een velodroom. De baan staat anno maart 2024 op plek nummer 15 op de lijst van snelste ijsbanen ter wereld.
De eerste internationale wedstrijd die werd verreden was het Schaatsen op de Aziatische Winterspelen 2011. In november 2011 werden ook de tweede wereldbekerwedstrijden van 2011/2012 in (het toenmalige) Astana verreden. Daarbij had Sportpaleis Alau ook de eer om het onderdeel massastart te introduceren.

## Wedstrijden

### Schaatsen
Internationale kampioenschappen
- 2015 - WK sprint

Continentale kampioenschappen
- 2011 - Aziatische Winterspelen
- 2012 - Aziatische kampioenschappen

Wereldbekerwedstrijden
- 2011/2012 - Wereldbeker 2
- 2012/2013 - Wereldbeker 3
- 2013/2014 - Wereldbeker 3
- 2016/2017 - Wereldbeker 3
- 2019/2020 - Wereldbeker 3

### Andere sporten
- 2015 - WK judo

## Baanrecords
| Afstand              | Schaatser                                   | Land    | Tijd     | Datum                 |
| -------------------- | ------------------------------------------- | ------- | -------- | --------------------- |
| 500 m                | Dai Dai Ntab Ruslan Murashov                | NED RUS | 34,52    | 03-12-2016 04-12-2016 |
| 1000 m               | Thomas Krol                                 | NED     | 1.08,42  | 07-12-2019            |
| 1500 m               | Ning Zhongyan                               | CHN     | 1.44,91  | 08-12-2019            |
| 3000 m               | Wouter olde Heuvel                          | NED     | 3.39,36  | 26-11-2011            |
| 5000 m               | Sven Kramer                                 | NED     | 6.13,83  | 26-11-2011            |
| 10.000 m             | Jorrit Bergsma                              | NED     | 12.50,40 | 02-12-2012            |
| Ploegenachtervolging | Jorrit Bergsma Jan Blokhuijsen Koen Verweij | NED     | 3.41,27  | 01-12-2012            |
| 2×500 m              | Joji Kato                                   | JPN     | 70,000   | 31-01-2011            |
| Sprintvierkamp       | Pavel Koelizjnikov                          | RUS     | 138,325  | 28-02-2015            |
| Minivierkamp         | Andrej Pak                                  | KAZ     | 153,114  | 27-12-2011            |
| Kleine vierkamp      | Nikita Stavtsev                             | KAZ     | 157,520  | 11-03-2011            |
| Grote vierkamp       | Lee Seung-hoon                              | KOR     | 153,745  | 07-01-2012            |

| Afstand              | Schaatsster                             | Land | Tijd    | Datum      |
| -------------------- | --------------------------------------- | ---- | ------- | ---------- |
| 500 m                | Lee Sang-hwa                            | KOR  | 37,27   | 29-11-2013 |
| 1000 m               | Brittany Bowe                           | USA  | 1.14,10 | 28-02-2015 |
| 1500 m               | Ivanie Blondin                          | CAN  | 1.55,59 | 08-12-2019 |
| 3000 m               | Martina Sáblíková                       | CZE  | 4.02,90 | 02-12-2016 |
| 5000 m               | Ivanie Blondin                          | CAN  | 6.54,94 | 06-12-2019 |
| Ploegenachtervolging | Misaki Oshigiri Miho Takagi Nana Takagi | JPN  | 2.57,75 | 03-12-2016 |
| 2×500 m              | Yu Jing                                 | CHN  | 76,080  | 31-01-2011 |
| Sprintvierkamp       | Brittany Bowe                           | USA  | 149,600 | 28-02-2015 |
| Minivierkamp         | Jekaterina Ajdova                       | KAZ  | 165,244 | 28-03-2016 |
| Kleine vierkamp      | Miho Takagi                             | JPN  | 164,521 | 07-01-2012 |